# Mycerinopsis flavosignata
Mycerinopsis flavosignata är en skalbaggsart som beskrevs av Stefan von Breuning 1973. Mycerinopsis flavosignata ingår i släktet Mycerinopsis och familjen långhorningar. Inga underarter finns listade i Catalogue of Life.